# Superalimento
Superalimento é um termo de comercialização utilizado para descrever alimentos com supostos benefícios para a saúde.  O termo superalimento não é de uso comum por nutricionistas e cientistas de nutrição, muitos dos quais disputam que determinados alimentos têm os benefícios de saúde muitas vezes reivindicados pelos defensores de superalimentos particulares. No entanto, o leite materno é uma fonte ideal de nutrição, provavelmente o único super alimento que é realmente digno do rótulo.